# Gymnoscelis holocapna
Gymnoscelis holocapna là một loài bướm đêm trong họ Geometridae.